# Владимир Пенев
Владимир Николов Пенев (роден на 24 октомври 1958 г.) е български актьор, изпълняващ роли в киното, телевизията и театъра. През 2013 г. става министър на културата в служебното правителство на Марин Райков.

## Биография

### Произход и образование
Роден е в София, България. Баща му е Никола Пенев, журналист от вестник „Земеделско знаме“.
Средното си образование завършва в 8-о СОУ „Васил Левски“. От 1982 г. е магистър по актьорско майсторство за драматичен театър в класа на проф. Николай Люцканов с асистент Маргарита Младенова, ВИТИЗ „Кръстьо Сарафов“.

### Актьорска кариера
От 1985 до 1992 г. е в състава на Младежки театър „Николай Бинев“ в София. След това е в трупата на Народен театър „Иван Вазов“. От 2003 г. играе в състава на Малък градски театър „Зад канала“. Той изпълнява ролята на Плужека във филма „Дзифт“ от 2008 г.
Участва в постановките на Театър 199: „Живот х 3“, „Приятнострашно“, „Кралицата майка“ и „Дуети“. Поставя спектакъла „Class“ от Чарлс Еверед, с участието на Юлиян Вергов и Мила Люцканова, с който се дипломира като режисьор.
Пенев играе в „Жана“ и „Идиот 2012“ в Народен театър „Иван Вазов“, „Скъперникът“ и „Човекът, който искаше“ в Малък градски театър зад Канала, „Чайка“ в Театър Азарян, и „Семеен албум“ в Младежкия театър. Също така режисира „Дакота“ в Сатиричен театър „Алеко Константинов“. През май 2017 г. замества Захари Бахаров в ролята на Серж в „Арт“ в Сатиричния театър.
През 2019 г. играе главна роля в пълнометражния игрален филм на режисьора на Димитър Радев – „Рая на Данте“, където си партнира с актрисата Радина Боршош.

## Филмография
| Година           | Заглавие                                          | Роля                       | Режисьор         |
| ---------------- | ------------------------------------------------- | -------------------------- | ---------------- |
| 1984             | Поетът и дяволът                                  | Поетът                     | Иван Росенов     |
| 1990             | Нон грата 3 сериен                                |                            | Димитър Шарков   |
| 1993             | Нещо във въздуха                                  | —                          | Петър Попзлатев  |
| 1993             | Пленникът от Трикери                              | —                          |                  |
| 1996             | Бизнесмен                                         | бащата                     | Димитър Шарков   |
| 1996             | Приятелите на Емилия                              | Бердяев                    | Людмил Тодоров   |
| 1999             | Пясъчен часовник (тв)                             | Сокола                     | Георги Дюлгеров  |
| 2001             | Посетени от Господ                                | Борис                      | Петър Попзлатев  |
| 2002             | Рапсодия в бяло                                   | Гласът на автора           | Теди Москов      |
| 2004             | Един филм на Микеланджело Антонини (късометражен) | Режисьорът                 | Николай Тодоров  |
| 2005             | Патриархат                                        | богаташът Еврофеев         | Дочо Боджаков    |
| 2008             | Дзифт                                             | Плужека                    | Явор Гърдев      |
| 2008             | Преследвачът (тв)                                 | разказвачът                | Лъчезар Аврамов  |
| 2009             | Пустинният бегач                                  |                            | Григор Лефтеров  |
| 2011             | Love.net                                          | Директор на сп. Давид      | Илиян Джевелеков |
| 2011 – 2016;2025 | Под прикритие                                     | Емил Попов                 | различни         |
| 2013             | Аз съм ти                                         | Симеон                     | Петър Попзлатев  |
| 2013             | Недадените                                        | Митрополит Кирил Български | различни         |
| 2013             | Четвърта власт                                    | Огнян Радев                | различни         |
| 2014             | Прелюбодеяние                                     | физикът Александър         | Явор Веселинов   |
| 2015             | Бартер                                            | Катев                      | Атанас Киряков   |
| 2018             | Привличане                                        | Стоев                      | Мартин Макариев  |
| 2018             | Откраднат живот                                   | професор Асен Цонев        | различни         |
| 2021             | Рая на Данте                                      | Данте                      | Димитър Радев    |
| 2022             | Лъжите в нас                                      | Отец Никодим               | Павел Веснаков   |

## Телевизионен театър
- „Краят на света“ (1989) (Артър Копит)
- „Коледна песен“ (1988) (Чарлз Дикенс) – мюзикъл
- „Шепа скъпоценни камъни“ (1988) – младия Благоев
- „Представянето на комедията „Г-н Мортагон“ от Иван Вазов и Константин Величков в пловдивския театър „Люксембург“ в 1883 г.“ (1988) (Пелин Пелинов), 2 части – Михаил Елмазов
- „Океан“ (1985) (Александър Щейн)

## Награди
Измежду многобройните му награди са „Златна маска“ на Международния театрален фестивал „Охридско лято“, „Икар“ за ролята си на Едгар в спектакъла „Мъртвешки танц“ на ТР „Сфумато“ (2007), Аскеер през 1996 г. за ролята на мъжа от „Нирвана“ на Константин Илиев с режисьор М. Младенова, Аскеер през 2007 г. за Едгар от „Мъртвешки танц“, Риека 2007 за главна мъжка роля, Златна ракла 2000 за „Пясъчен часовник“ с режисьор Георги Дюлгеров. През 2010 г. е номиниран за Аскеер за поддържаща мъжка роля в „Приятнострашно“ на Театър 199.
Носител е на наградата „Икар“ на Съюза на артистите в България „за водеща мъжка роля“, за ролята на (Арпагон) в „Скъперникът“, Малък градски театър „Зад канала“, 2014.
През 2023 г. печели „Икар“ за водеща мъжка роля за Поп Кръстьо във „Великденско вино“ от Константин Илиев, реж. Явор Гърдев, Народен театър „Иван Вазов“.

## Кариера на озвучаващ актьор
Пенев се занимава с озвучаване на реклами, филми и сериали от средата на 80-те години на 20-и век. Първият филм, за който дава гласа си, е румънски. Участва и в синхронния дублаж на „Мисис Даутфайър“, който е първият, направен специално за телевизията. По-известен е с работата си по американски сериали като „Туин Пийкс“, „Дневниците на червените обувки“, „Шотландски боец“, „Досиетата Х“, „Монк“, „Двама мъже и половина“ (от втори до осми сезон), „От местопрестъплението: Ню Йорк“, „Отчаяни съпруги“ и „Династията на Тюдорите“.
На 20 декември 2013 г. му е връчена наградата Дубларт за цялостен принос.

## Министър на културата (2013)
На 12 март 2013 г. е назначен в служебното правителство като министър на културата, считано от 13 март.

## Други дейности
Участва в благотворителнен епизод на „Стани богат“, заедно с Мартина Вачкова, излъчен на 5 март 2009 г. Двамата печелят 5000 лева. През март 2011 г. за една седмица става звезден репортер на Нова телевизия. С Мартина Вачкова участва отново в благотворителен епизод на „Стани богат“, излъчен на 25 февруари 2013 г. и печелят 3000 лева. Води предаването „Най-хубавите години от нашия живот“ по БНТ 1, излъчващо се от 31 декември 2013 г. Има малка поява в епизода на „Звездни стажанти“, излъчен на 13 април 2016 г.
През 2020 и 2021 г. е част от детективите в „Маскираният певец“.

## Личен живот
Има една сестра, която, както баща им, е починала от рак на белите дробове. Пенев е разведен и има дъщеря, родена през 1990 г.